# Geonika
Geonika je obor zabývající se procesy v zemské kůře vyvolanými lidskou činností se zřetelem k bezpečnosti, ekologickým důsledkům ap. Autorem definice geoniky je Zikmund Rakowski, dříve zástupce ředitele pro vědu v Hornickém ústavu AV ČR, na základě této definice pak přejmenován na Ústav geoniky AV ČR.
Ke stěžejním tématům, kterými se ústavy geoniky zabývají, patří následující:
- struktura a vlastnosti materiálů horní části zemské kůry včetně antropogenních sedimentů
- fyzikální zákonitosti a mechanismy indukovaných procesů v horninách
- metody a nástroje pro laboratorní i polní výzkum indukovaných procesů
- matematické metody a jejich aplikace v počítačových simulacích dějů v horninách
- netradiční metody využití zemské kůry (geotechnologie, rozpojování, ovlivňování horninových vlastností, speciální metody ukládání odpadních materiálů)
- geografie prostředí